# Pusiola roscidella
Pusiola roscidella är en fjärilsart som beskrevs av Sergius G. Kiriakoff 1954. Pusiola roscidella ingår i släktet Pusiola och familjen björnspinnare. Inga underarter finns listade.